# 杜氏榧螺
杜氏榧螺（学名：Oliva duclosi）为榧螺科榧螺屬下的一个种。